# Каракалска пристанищна крепост
Каракалската пристанищна крепост (на гръцки: Οχυρό Καρακαλληνού Αρσανά) е отбранително съоръжение, разположено на полуостров Света гора, Халкидики, Гърция.

## Местоположение
Кулата е разположена над Каракалското пристанище (арсана), южно от манастира „Каракал“.

## История
Укрепеният комплекс с внушителната си кула се смята за дело на владетеля на Молдова Петър IV Рареш и монаха Йоасаф.
На портика на малкия западен вход на кулата има следния надпис:
| „ | Eπί ημερών Γερμανού καθηγουμένου, Iωάννης-Πέτρος Bοεβόδας, Iωάσαφ μοναχός, κτίτορες Σπυρόπουλος Διονύσιος, χατζής και πρωτομάστορας, έτος ζμβ’ ετελειώθη ο Πύργος και ο μπαμπακάς По времето на катигумен Герман, Йоан-Петър войвода, Йоасаф монах, ктиторите Дионисий Спиропулос, хаджия и протомайстор година 1534 завърши се Кулата и барбака | “ |

Въпреки този надпис е възможно укреплението да е малко по-старо и да е от XV век.
Очевидната причина за съществуването на малката крепост на това конкретно място е отбраната на арсаната под нея. Но има и теория, че крепостта е резултат от опит за преместване на манастира от планината на брега много преди 1534 година.